# Partasana

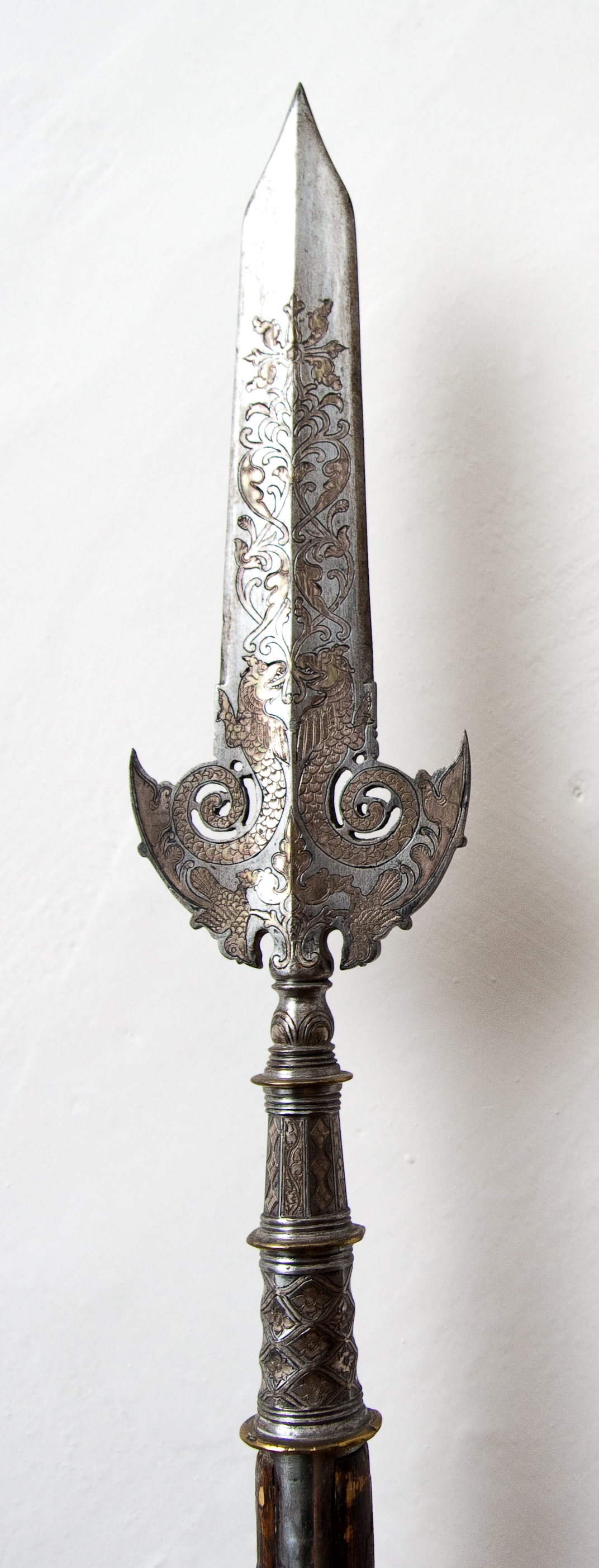
Partasana dinamarquesa do século XVII

A partasana é uma arma de haste de origem italiana, semelhante à alabarda ou à lança língua-de-boi, que terá surgido por volta do século XV.

## Feitio

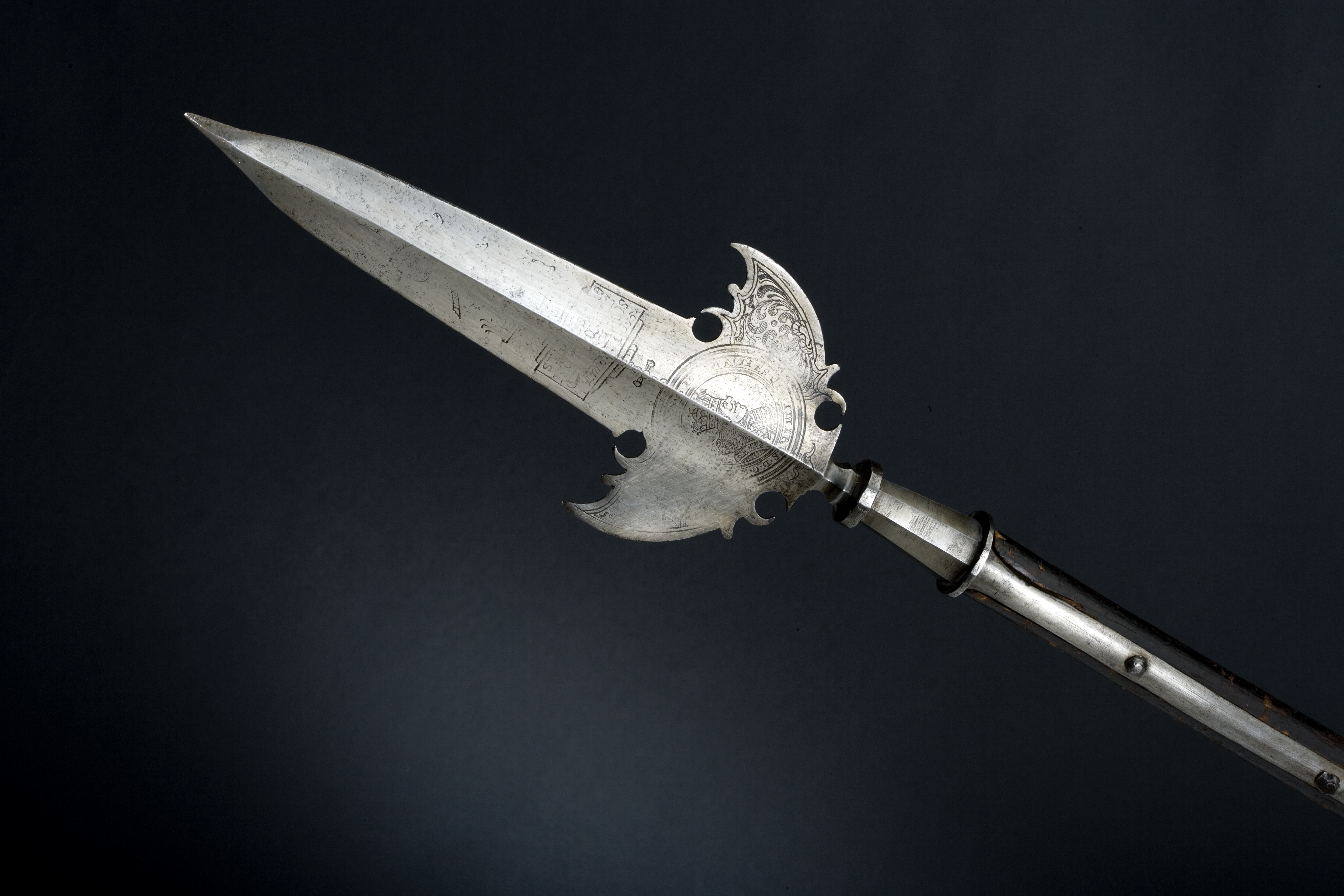
Partasana decorativa

A partasana é composta por uma haste de madeira comprida, que remata numa ponta de metal comprida, rectilínea, bigume e de folha larga, semelhante à lâmina de uma adaga, com duas aletas afiadas e recurvas de cada lado, chamadas "orelhas".
A partasana é um tipo de lança muito robusta, concebida unicamente como arma de estocada, em combate à queima-roupa, sendo completamente inutilizável como arma de arremesso.
- A haste ou hastil é um cabo de madeira maciça, que podia medir entre 160 a 280 cm, dependendo do país e do período histórico a que pertence, sendo certo que, antes de se terem tornado armas decorativas, as partasanas eram tendencialmente mais pequenas, medindo entre os 160 e os 200 cm.[2] Na contraponta da haste, no chamado «conto», encontrava-se um contrapeso metálico, chamado em italiano «calzuolo», que podia ser dotado de um espigão e que funcionava à guisa do sauróter das lanças da antiguidade clássica, como a dory.[5]
- A lâmina é comprida, medindo mais de 30 cm, possui um formato triangular, de secção rombóide, e é feita de uma peça inteiriça de metal.[2] No encaixe com o hastil, a ponta vê-se guarnecida de duas lâminas laterais, recurvas, à guisa da cruzeta de um espontão, chamadas «orelhas».[5]

As orelhas são menos grossas do que a lâmina principal e, tendo em conta a curvatura e a posição, lembram um crescente.
A lâmina pode, nalguns exemplares, apresentar uma forma ondulante, a que se dá o nome de «flamejante» e que lembra a lâmina de alguns chanfalhos, como a tarasca.
As variantes mais famosas da partasana são:
1. A partasaneta,[10] uma versão mais ligeira e reduzida da partasana, medindo sensivelmente metade de uma partasana comum, com uma ponta metálica que ronda os 22 e 30 cm;
2. O partigianone[11], com uma ponta de ferro mais comprida, na ordem dos 60 cm, tratando-se de uma variante maior e mais pesada da partasana.[12]

## Uso
Mais pequena do que a maioria das armas de haste, a partasana combinava uma ponta de lança com duas aletas afiadas, à guisa de lâmina de machado, afigurando-se como uma arma cortoperfurante, sem potencial como lança de arremesso.
Terá resultado de uma evolução da lança de língua-de-boi, pelo que foi usada como arma de estocada durante o Renascimento, com o intuito de ser uma versão mais maneirinha e possante do pique. Crê-se, por igual linha de conta, que a partasana terá sido a precursora do espontão.
No entanto, com o passar do tempo, a partasana foi-se mostrando pouco eficiente no campo de batalha, pelo que lentamente se veio a tornar numa arma mormente ornamental, usada em contextos cerimoniais. Com efeito, a partir do segundo quarteirão do século XVI as partasanas vão abandonando o campo de batalha, para se assumirem como armas de guarda ou armas de cerimónia, a título ilustrativo é digno de menção o caso da Guarda Suíça, que ainda hoje conta com esta arma na sua panóplia.  Já no século XVII, foi usada por certos oficiais como insígnia de posto, tendo permanecido assim até ao século XIX.
Durante o seu apogeu, entre a segunda metade do século XV e a primeira metade do século XVI, a partasana chegou a ser encarada como uma arma digna da nobreza, tendo sido objecto de estudo em tratados de esgrima italianos do século XV. Em bom rigor, o mestre bolonhês  Achille Marozzo, no seu compêndio marcial de 1536, «Opera Nova Called Duello, O Vero Fiore dell'Armi de Singulari Abattimenti Offensivi, & Diffensivi», discorre sobre tácticas de combate com a partasana, quer empunhada com duas mãos, quer empunhada numa só mão, aliada a um escudo de rodela.